# John Bradbury (naturvetenskapsman)
John Bradbury, född i augusti 1768  i Stalybridge, Lancashire, England, död 1823, var en skotsk botaniker, som var invald ledamot av Linnean Society of London sedan 1792.
Standardförkortningen J.Bradbury används för att ange denna person som författare när man citerar ett botaniskt namn.

## Biografi
Bradbury föddes i Souracre Fold nära Stalybridge i Lancashire i augusti 1769, där han bodde med sina föräldrar, syster och tre äldre bröder. Han hade förmånen att utbildas av John Taylor vid en lugn akademi på Cocker Hill i Stalybridge. Taylor var en ivrig botaniker och uppmuntrade Bradburys mycket uppenbara intresse och talang för detta ämne och tog ofta med honom på botaniska exkursioner. När han lämnade skolan, som många pojkar i distriktet, fick Bradbury arbete i en bomullsfabrik.

## Vetenskapligt arbete
När han senare bodde i Manchester tillfrågade han förvaltarna av Liverpool Botanic Garden (idag Wavertree Botanic Gardens) om att finansiera en resa till USA för att samla i växter (med en förutsättning om att han skulle arbeta för att förbättra tillgången på bomull från Amerika). I USA träffade han 1809 Thomas Jefferson, som rekommenderade att han skulle göra sina undersökningar i St. Louis, Missouri snarare än New Orleans, Louisiana.
I St. Louis utforskade Bradbury området och skickade frön tillbaka till Liverpool. År 1811 gjorde han och naturforskaren Thomas Nuttall tillsammans med Wilson Price Hunt och andra medlemmar av Pacific Fur Company (PFC) en resa på Missourifloden. Denna grupp kallas ibland Astorian Expedition, uppkallad efter finansiären av satsningen, John Jacob Astor. Huvudgruppen av astorianer tillbringade föregående vinter på Nodaway Island, vid mynningen av Nodaway River i Andrew County, Missouri, strax norr om St. Joseph. Efter att Bradbury nått lägret avgick expeditionen den 21 april 1811.
Ramsay Crooks ledde Bradbury och två fransk-kanadensiska voyageurs till Platte River den 2 maj inför huvudexpeditionen. När de fyra männen kom till en stor Otoe-stamby var invånarna ute på jakt. Efter att Crooks och de andra återförenats igen i en by i Omaha den 11 maj gjorde man aktiva kommersiella transaktioner, med Omahaköpmän som erbjöd "ryckt buffelkött, talg, majs och märg" för vermilion, pärlor och tobaksmorötter. Bradbury noterade att två Omahamän hade sett honom i St. Louis, på tryckeriet för Joseph Charless, som publicerade Missouri Gazette. Dessutom beskrev han att byn Omaha hade odling av nicotiana rustica, meloner, bönor, squash och majs. Astorierna lämnade så småningom Omahafolket och fortsatte att följa Missourifloden.
Anställda vid Missouri Fur Company (MFC) under ledning av Manuel Lisa anträffades den 3 juni. En tolk anställd av Hunt i St. Louis, Pierre Dorion, Jr. hade tidigare arbetat för MFC och hade fortfarande en pågående skuld till företaget. Lisa påminde Dorion om detta och en duell mellan de två männen avvärjdes nätt och jämnt av att Bradbury och Henry Marie Brackenridge ingrep. Medan han var bland Arikarafolken i nuvarande North Dakota, ordnade Bradbury att resa söderut med Lisa till St. Louis. Efter att ha anlänt dit åkte han söderut till New Orleans.
När Bradbury var på väg från Astorexpeditionen till New Orleans, Louisiana, passerade han den 16 december 1811 Chicksaw Bluffs (nuvarande plats för Memphis, Tennessee), vid Mississippifloden, när den första av tre jordbävningar som kallas jordbävningen i New Madrid inträffade. Hans egen berättelse rapporteras som den enda ögonvittnesskildringen av jordbävningen från en person med vetenskaplig bakgrund. Han publicerade en redogörelse för sin forskning i Travels in the interior of America, in the years 1809, 1810, 1811 som släpptes 1817.
Bradbury dokumenterade 40 nya arter av växter genom att skicka frön till sin son. Några av Bradburys växter dokumenterades, utan Bradburys tillstånd, av Frederick Traugott Pursh i Flora americae septentrionalis eller A Systematic Arrangement and Description of The Plants of North America (http://www.botanicus.org/title/b11729004) (som ges olika publiceringsdatum: 1813 eller 1814.) Bradbury blev "Djupt förolämpad [av Purshs purloining av sina botaniska exemplar] och med sin berömmelse som samlare och upptäckt av nya växter stulna, gjorde Bradbury lite i botanik efter det."
Bradbury hade tänkt återvända till England men kriget 1812 försenade återkomsten och han kom att studera staterna öster om Mississippi och publicerade en bilaga till sin resebok med titeln Remarks on the States of Ohio, Kentucky, and Indiana, with the Illinois and Western Territory, and on the Emigrations to Those Countries..